# Svárov (okres Uherské Hradiště)
Obec Svárov se nachází v okrese Uherské Hradiště ve Zlínském kraji. Žije zde 220 obyvatel.

## Historie
První písemná zmínka o obci pochází z roku 1375. Za dob války českého krále Jiřího z Poděbrad s uherským králem Matyášem byly zdejší tvrz i obec vypáleny a zpustošeny. Osada zůstala plných 130 let neosídlena a znovu byla obydlena až v roce 1597, kdy nově zbudovanou ves převzal Štěpán Ledenický.

## Galerie

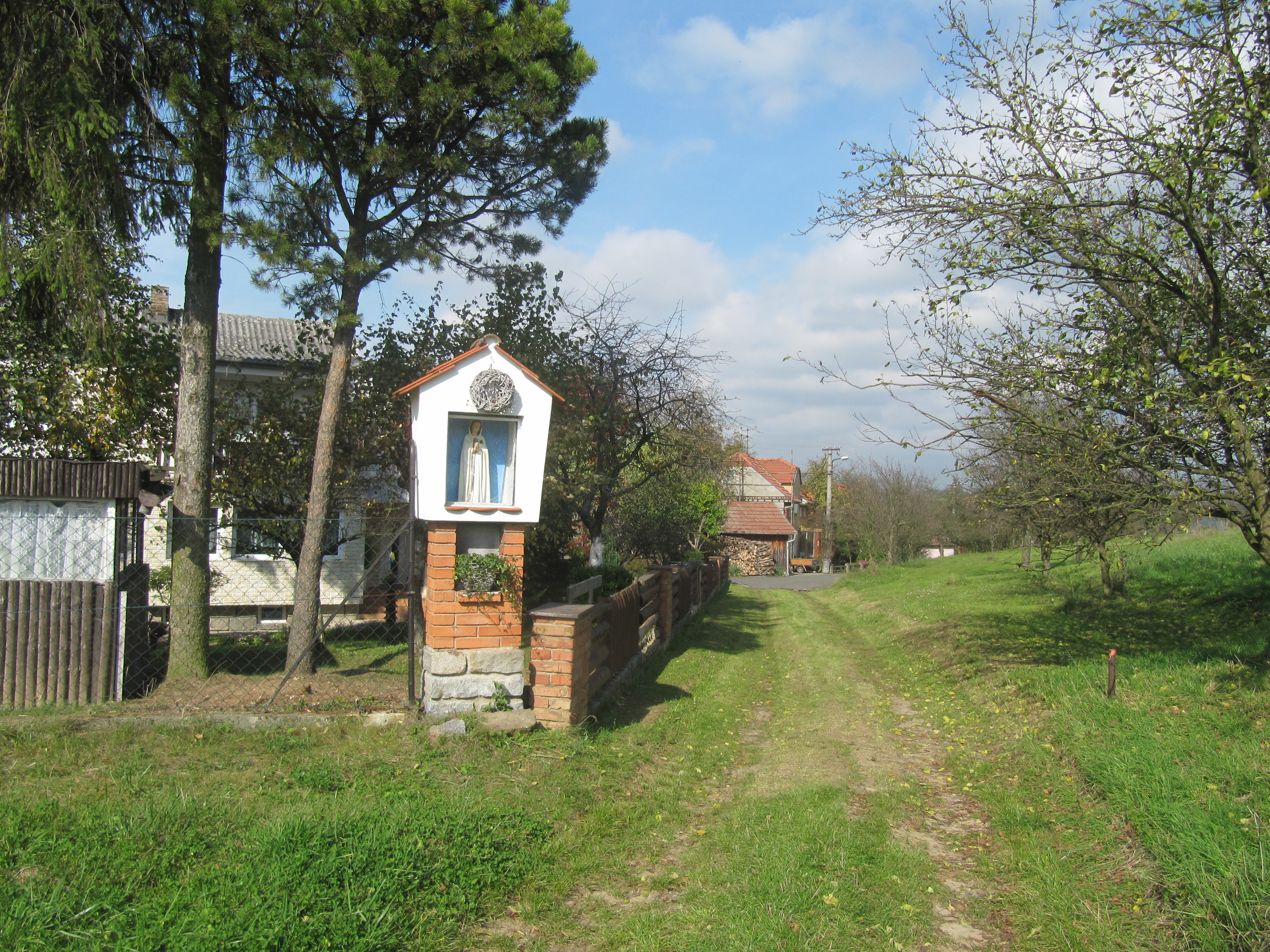
Kaplička
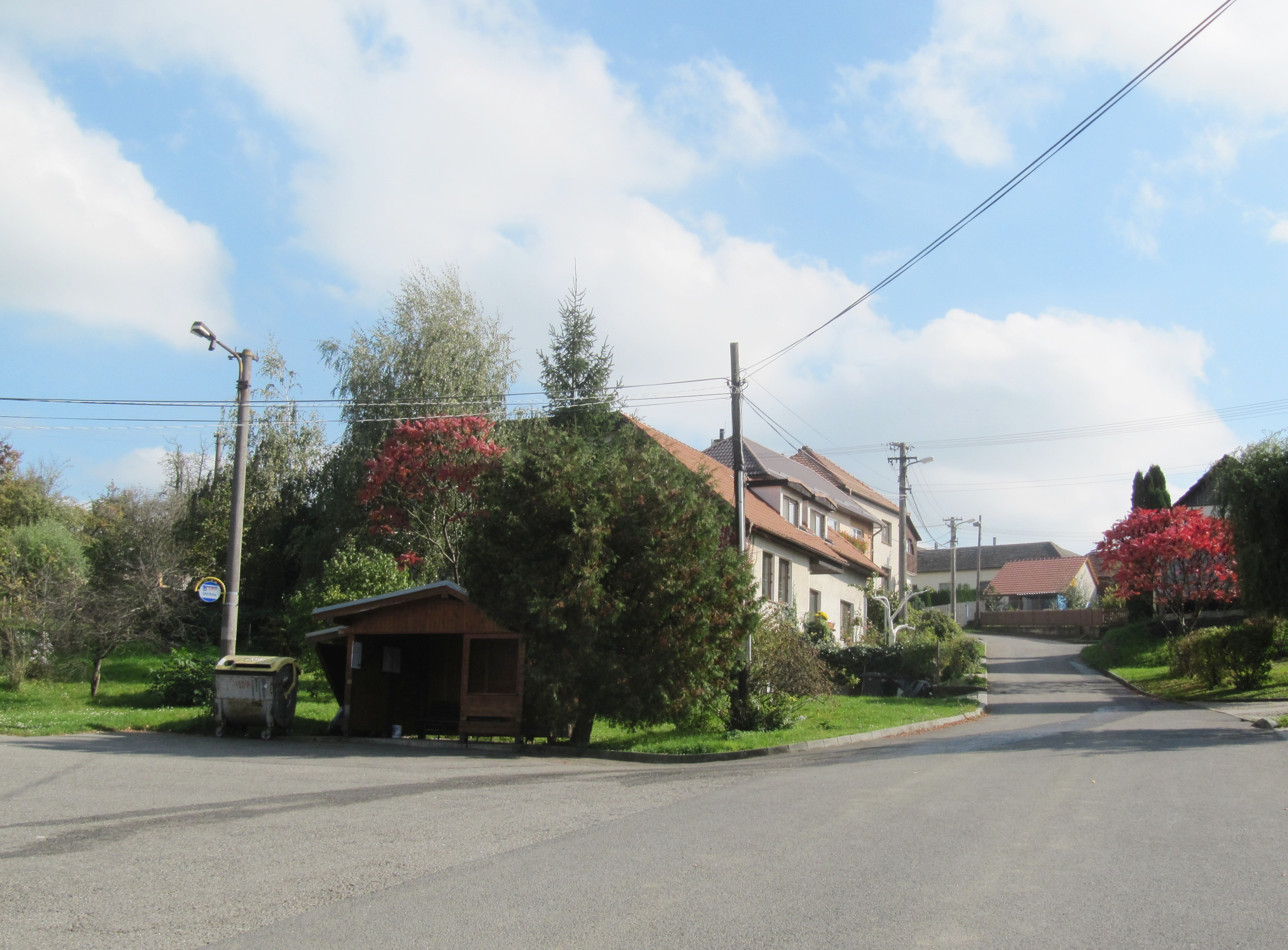
Autobusová zastávka
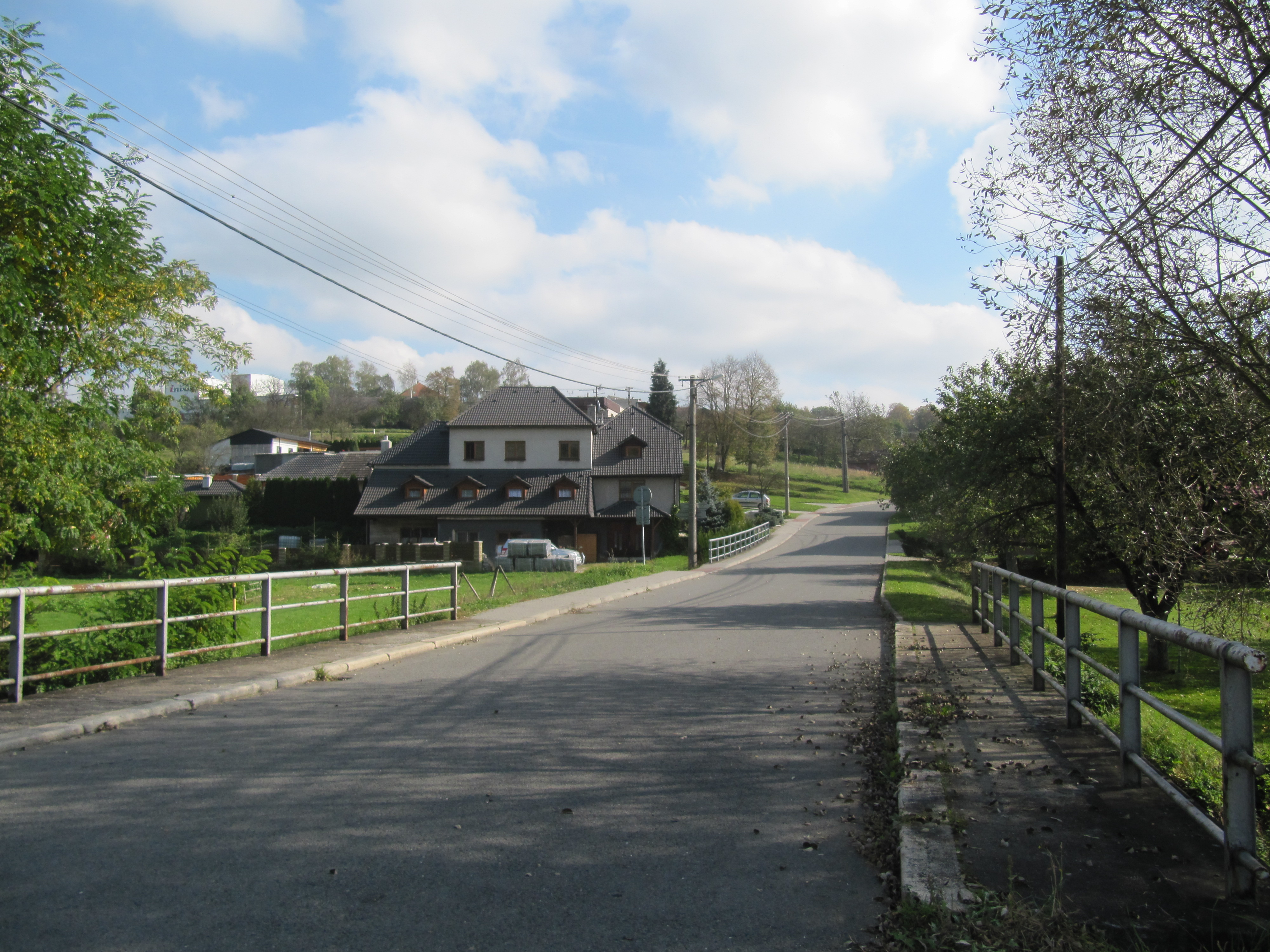
Most přes Zlámanecký potok
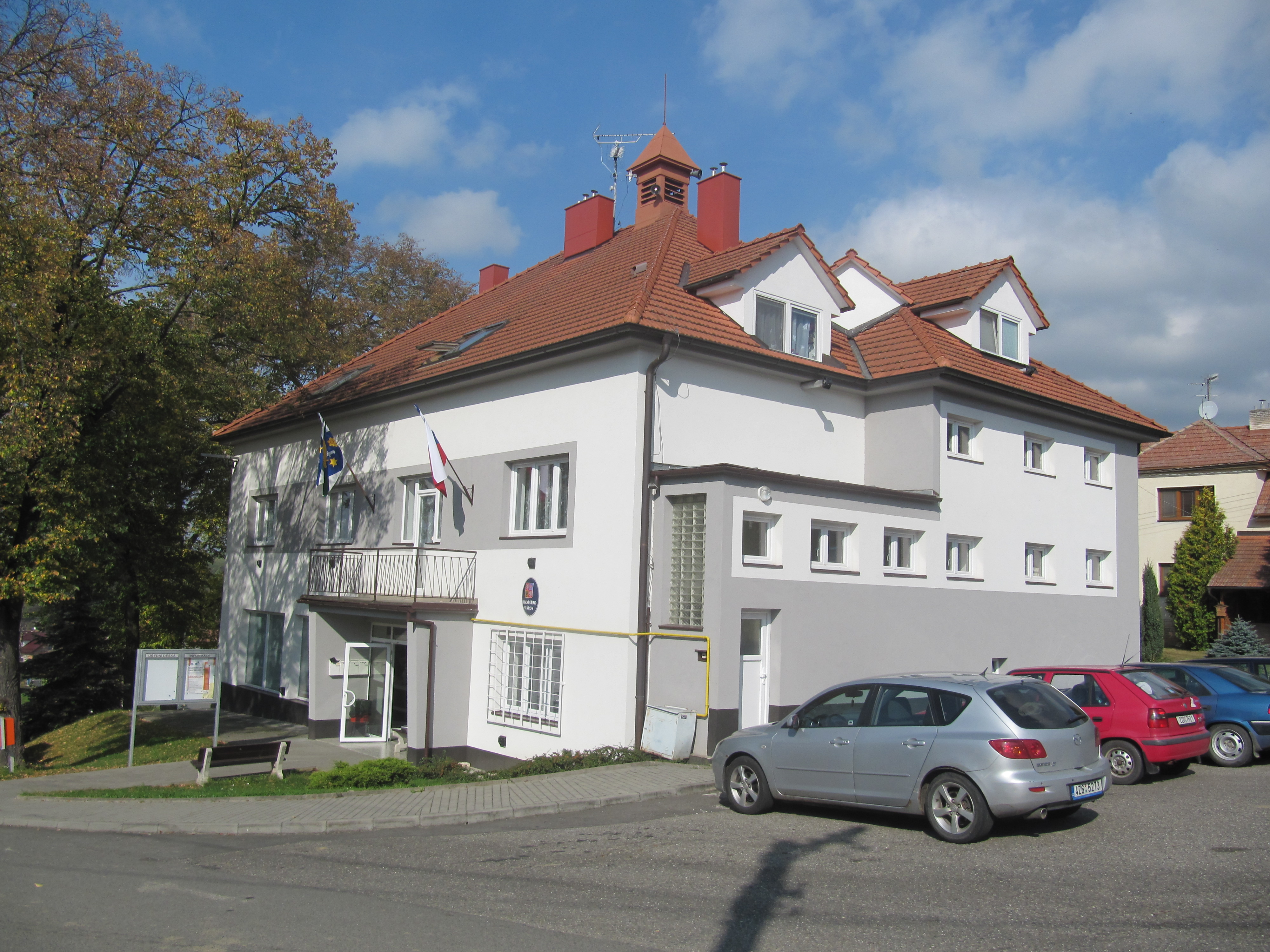
Obecní úřad